# Хидроелектрана Дабар
Хидроелектрана Дабар једна је од хидроелектрана у хидросистему реке Требишњица у Републици Српској, Босна и Херцеговина. Заснована је на вишенаменском искоришћавању вода крашких поља Источне Херцеговине, као основном ресурсу на овом подручју. Изградња ХЕ Дабар која је у току једна је од највећих капиталних инвестиција у Српској, чија тренутна вредност износи преко 600 милиона марака. Изградња ХЕ "Дабар", највећи је и насложенији пројекат у Републици Српској, у протеклих тридесет година. Када буде завршена, осим властите производње, електрана ће омогућити додатних 500 гигаватчасова струје систему, на низводним електранама из система Хидроелектрана на Требишњици. Уговор о изградњи ХЕ „Дабар“ по систему кључ у руке почетком маја 2020. године потписали су „Електропривреда РС“ и предузеће China Energy Gezhouba Group које ће финансирати 85% пројекта.
ХЕ Дабар је саставни део пројекта „Горњи хоризонти реке Требишњице“, који предвиђа пребацивање вода из Гатачког и Невесињског поља, преко Дабарског и Фатничког поља у акумулацију Билећког језера. Поред изградње ХЕ Дабар овим пројектом предвиђена је градња и ХЕ Невесиње и ХЕ Билећа.
Aкумулациони базен за ХЕ Дабар формира брана Пошћење у доњем делу Невесињског поља у коме се завршава надземни ток Кољешке ријеке (Заломке). На овом месту, због ограничене пропусне моћи понора Биоград, сваке године у влажном периоду формира се природна акумулација. Укупна запремина акумулационог базена до нормалне коте успора 836,00 m.n.m. износиће 61,80 милиона m3. Корисна запремина ће бити 52,80 милиона m3, а површина водног лица на коти нормалног успора ће бити 904 hа. Брана ће бити бетонска, гравитационог типа, максималне висине 40 m и са дужином на круни од 288 m. За евакуацију великих вода на брани ће бити слободни прелив.
Из акумулације Невесиње вода ће до агрегата ХЕ Дабар ићи доводним тунелом и цевоводом, који почиње улазном грађевином, која је на левој обали реке Зовидолке, око 3 km удаљена од бране Пошћење, а завршава се водостаном у брду на северној страни Дабарског поља.

## Географске карактеристике подручја ХЕ Дабар
Дабарско поље
Дабар је назив за подручје Дабарског поља и околине. Под појмом Дабар се означава подручје општине Берковићи и предео до Фатнице у општини Билећа. Ово подручје је у средњем веку чинило жупу Дабар.
Дабарско поље је крашко поље у Источној Херцеговини, у општини Берковићи и делом у општини Билећа.
Захвата површину од око 29,8 km², са дужином од 21 км и ширином од 2,2 км. Пружа се правцем северозапад—југоисток, а окружују га планине — Трусина планина, Хргуд, Кубаш планина и Црно Осоје. Налази се на надморској висини од 470 — 560 метара, а дно је прекривено квартарним наслагама.
Највеће насеље у пољу је Берковићи. Овуда протичу две речице — Опачица и Вријека. Пољем пролази и пут Столац—Фатница. Плавно подручје обухвата око 12 km², тј. скоро половину укупне површине, а поплаве трају од новембра до маја. У јужном делу Дабарског поља налазе се бројни понори.
Невесињско поље
Невесињско поље је крашко поље у Источној Херцеговини, у општини Невесиње. Захвата површину од 180 km², правцем северозапад-југоисток на дужини од 24 километра и ширином од 8,5 километара. Поље се састоји из три мања Лакатско и Мачипоље на западу, Кљунско поље и Крушево поље на истоку и Зовидолско поље на југу. Окружено је планинама Вележ, Снијежница, Глог, Некудина, Мала руда, Орловица и Крушке на надморској висини 820-1110 метара. Дно је изграђено од наслага шљунка, песка, глине, као и од флувијалних и флувиоглацијалних наноса. Невесињским пољем тече једна већа река Заломка, са притокама Зовидолска река, Буковик, Вучине и др. Плавни период траје од новембра до маја.
Фатничко поље
Фатничко поље је крашко поље у Источној Херцеговини, у општини Билећа, око 3 километра југоситочно од Дабарског поља. Захвата повшину од око 9,6 km² и налази се на надморској висини од 460-500 метара између планина Косматуше, Брусника, Врањевића, Кука, Облог Брда и Грубе Главе. Пречага Хумац (510 м) дели поље на Горње и Доње. Изграђено је од кречњака горње креде.
У североисточном ободу Горњег поља налази се већи број извора, док су на југоистоку Доњег понори Пасмица. У дну је усечено суво корито Фатничке реке, које се за време обилнијих јесених киша испуни водом. Како понори не могу да приме сву воду, поље се плави од новембра до маја.
Слив реке Требишњице
Река Требишњица понорница дуга 96,5 km која извире близу Билеће испод стрмог одсека планине Влајиња (492 метара) на надморској висини од 398 метара. Површина слива износи 2.250 km² Требишњица је део комплекса подземних и надземних река чије је крајње исходиште Јадранско море, односно река Омбла (позната и под именом Ријека Дубровачка) која се улива у море код Дубровника.
На Требишњици је планирана изградња седам хидроцентрала од којих су до сада изграђене четири: Требиње I, Требиње II, Дубровник и Чапљина. Код хидроцентрала Требиње I и Требиње II направљена су два вјештачка језера: Билећко језеро и Горичко језеро.
Прије изградњи ових хидроцентрала, Требишњица је важила за најдужу природну ријеку понорницу у свијету.

## Предуслови
Истраживањем и студирањем подручја у сливу реке Требишњице дошло се до сазнања да је читаво подручје неопходно третирати као јединствену водопривредну целину, јер се једино тако могу обезбедити максимални ефекти вишенаменског коришћења вода...а...градњом објеката и постројења, може се обезбедити јединственост коришћења вода у читавом систему. На том принципу заснована је динамика изградње у зависности од потреба електроенергетског система и расположивих финансијских средстава.
Садашња концепција ХЕ Дабар усвојена је Водопривредном основом крашких поља Источне Херцеговине, а у основи потпуно одговара захтеву вишенаменског коришћења вода, као и чињеници да је ово подручје међу најбогатијим са падавинама на подручју бивше Југославије.
Према последњој концепција, са 7 планираних хидроелектрана и 6 акумулационих базена у овом систему, сачињен је Основни пројекат 1976. године. Део хидросистема назван "Горњи хоризонти", обухвата у коначној етапи коришћење вода на правцу Гатачко поље-река Заломка-Невесињско поље-Дабарско поље-Фатничко поље-акумулација Билећа. У овај систем се у коначној етапи уводи део вода северозападног дела Невесињског поља.
Све воде система доведене у акумулациони базен "Билећа", могу се на даљем паду од 402 м енергетски користити до мора, преко већ изграђених хидроелектрана:
- Хидроелектрана Требиње 1,
- Хидроелектрана Требиње 1,
- Хидроелектрана Дубровник,
- ПХЕ Чапљина.

Ове хитроелектране су сукцесивно улазиле у погон почевши од 1965. (ХЕ Дубровник) до 1981. (ХЕ Требиње II). Преостале три хидроелектране које припадају подсистему Горњи хоризонти су: 
- Хидроелектрана Невесиње (61 МW),
- ХидроелектранаДабар (160 МW),
- Хидроелектрана Билећа (30 МW).

Изградњом система стварају се и повољни хидролошки услови на горњим крашким пољима, односно одвођење вишка воде са крашких поља у влажном периоду године и довођење потребних количина воде за наводњавање.

## Положај и размештај
Хидрограђевински објекти Акумулациони базен Акумулациони базен за ХЕ Дабар је смештени су у доњем делу Невесињског поља у коме се завршава надземни ток Кољешке реке (Заломке) у коме се у природним условима, због ограничене пропусне моћи понора Биоград, сваке године у влажном периоду формира природна акумулација.
Слив реке Заломке чини само један део ширег карстног подручја Херцеговине. Топографске карте и обимне геолошке и хидрогеолошке истраге и студије помогле су при одређивању граница слива Заломке од 512 km² до Пошћења, односно 544 km² до Биограда. Ове границе слива треба схватити као условне, јер овај слив није ни топографски ни хидрогеолошки будући да постоје два система отицања и то површински и подземни који су углавном независни.

### Брана и акумулациони систем
Укупна запремина акумулационог базена до нормалне коте успора 836,00 m.n.m. је 61,80 милиона m3.
Корисна запремина акумулације је 52,80 милиона m3, а површина водног лица на коти нормалног успора је 904 hа.
Максимална поплава са вероватноћом појаве 0,1% долази до коте 844,31 m.n.m у условима рада ХЕ Дабар, што је условило изградњу заштитног насипа иза понора Врањача на природном превоју са котом 838,00 m.n.m.
Како не би дошло до преливања великих вода и отицања долином Крушевачког потока према Брегави, круна заштитног насипа је на коти 846,00 m.n.m Брана "Пошћење"
За формирање акумулационог базена предвиђена је изградња бране на око 3 km узводно од понорске зоне. Брана је бетонска, гравитационог типа, максималне висине 40 m и са дужином на круни од 288 m.
За евакуацију великих вода на брани је слободни прелив са два нивоа преливне круне (836,00 и 838,00 m.n.m.). Карактеристика ове бране је да не постоје услови слободног отицања у низводном току, због затворене долине и ограничене пропусне моћи понора. Ова природна околност условљава могућност плављења низводног простора, а у случајевима већих дотока великих вода и њено потпуно плављење.

### Одводни канал и насип
Прерађене воде из ХЕ Дабар пребациваће се даље каналом (трапезастог облика) дужине 6.750 m  кроз Дабарско поље у тунел Дабар-Фатница ка акумулацији Билећког језера.
Насипи Гребак и Варњача имају функцију водоодрживости акумулације.

### Машинска зграда
Машинска зграда се налази на северо–источном ободу Дабарског поља. Машинска зграда има подземни део (испод коте 490,00 m н.м) и надземни део. У њој су смештене три турбине типа Франсис, са вертикалним вратилом.

## Основни технички  подаци ХЕ Дабар
Хидроелектрана Дабар је деривационо постројење које се састоји од:
- Акумулација Невесиње,
- Брана Пошћење,
- Деривациони тунел са улазном грађевином,
- Водостана,
- Цевовод под притиском,
- Машинска зграда,
- Канал кроз Дабарско поље,
- Насип Гребак и Врањача.

| Број турбина                           | 3 (три),                         |
| Тип турбине                            | Fransis, са вертикалним вратилом |
| Номинални проток                       | 18.33 m³/s                       |
| Максимални бруто пад                   | 363,76 m                         |
| Максимални нето пад (при Q = 9,2 m³/s) | 362,96 m                         |
| Максимални нето пад (при QЕ=55 m³/s)   | 320,25 m                         |
| Номинални нето пад                     | 331,25 m                         |
| Конструктивни нето пад                 | 331,25 m                         |
| Номинална снага турбине                | 54.680 kW                        |
| Номинални број обртаја                 | 600 min-1                        |
| Кота прага одводне воде                | 471,00 mnm,                      |
| Кота доње воде при QЕ=55 m³/s          | 474,00 mnm                       |
| Кота осе турбине                       | 469,00 mnm                       |
| Снага генератора на прагу              | 53.050 kW                        |
| Укупна снага хидроелектране            | 159,15 МW                        |

## Утицај на животну средину
Изградњом хидроелектране, са акумулационим базеномн изазване су значајне негативне и позитивне промене у природном еко-систему. Подаци утицају хидроелектране на еко-система прикупљени у току вишегодишњих истраживања обрађени су и интерпертирани у студијама:
- Вишенамјенско коришћење воде Горњих хоризоната ријеке Требишњице
- Посебни Просторни план читавог подручја и просторни планови појединих општина.

На основу ових студија може се закључити да ће изградња ХЕ Дабар са својим акумулационим базеном, као прва хидроелектрана у склопу Горњих хоризоната, значајно оплеменити простор који је и у природним условима често био плављен у влажном периоду, а потпуно безводан у сушном периоду године. Наиме задржавањем воде у акумулацији ХЕ Дабар, омогућава се наводњавање следећих пољопривредних површина:
- подручје Дубрава 5.150 hа (9,40 hm3 воде)
- Дабарско поље 3.150 hа (3,00 hm3 воде)

Потребне количине воде за остале пољопривредне површине, као и за водопривредне потребе, обезбедиће се се кроз ХЕ Дабар, али тек након изградње акумулације "Заломка" која ће се формирати у склопу ХЕ Невесиње, односно узводно од ХЕ Дабар.
Са сигурношћу се може претпоставити да ће изградња ХЕ Дабар, односно формирање акумулације, повољно утицати на квалитет водотока Заломка, чији је ранг квалитета висок и у природним условима. Нове водене површине имаће повољан утицај и на развој рибарства, лова, туризма, и свакако ће обогатити природни, сурови крашки пејзаж.